# Reisdorf (Luxemburg)

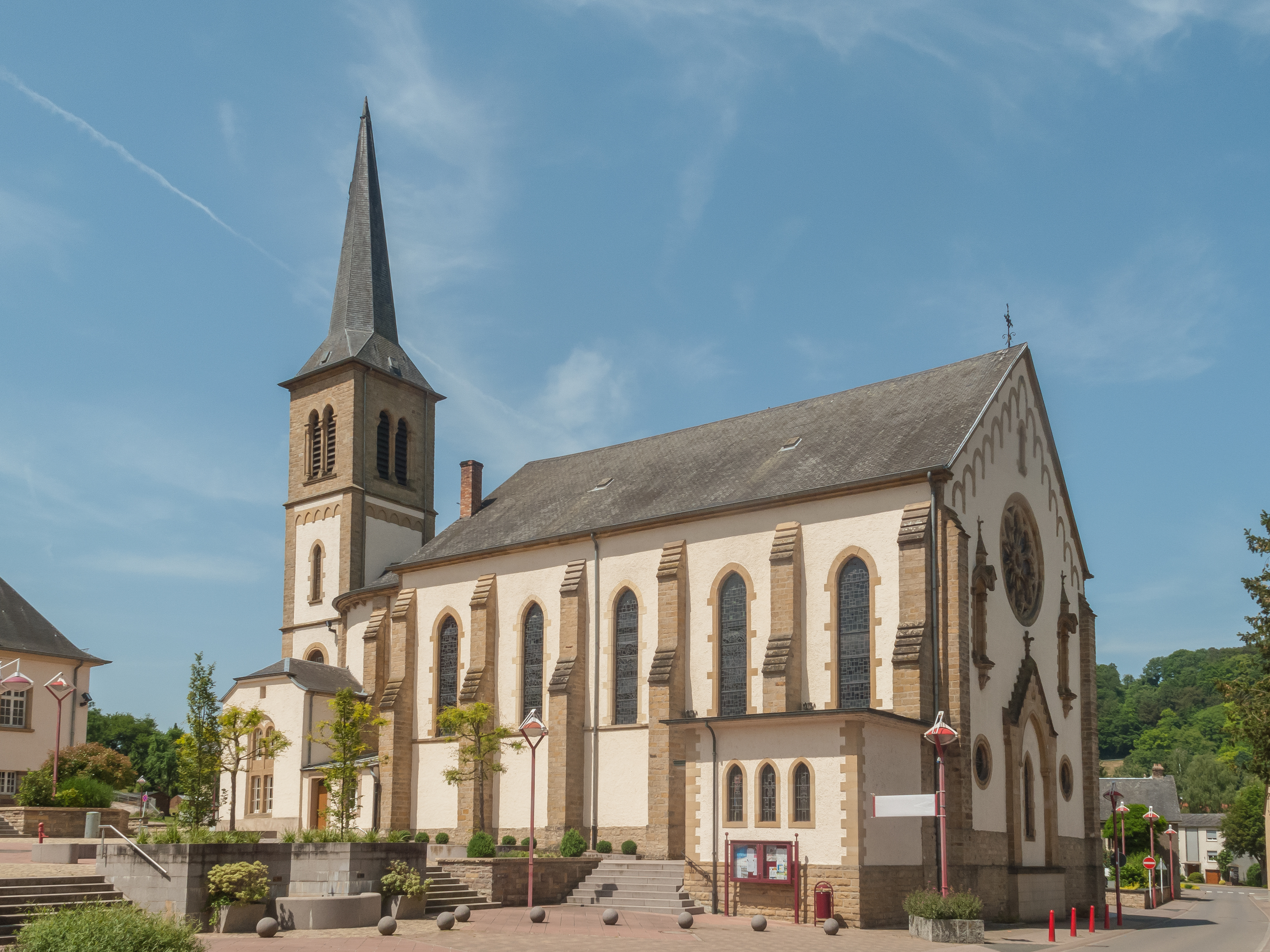
Reisdorf, kerk

Reisdorf (Luxemburgs: Reisduerf) is een gemeente in het Luxemburgse kanton Diekirch.
De gemeente heeft een totale oppervlakte van 14,84 km² en telde 969 inwoners op 1 januari 2007.

## Plaatsen in de gemeente
- Bigelbach
- Hoesdorf
- Reisdorf
- Wallendorf-Pont

## Demografie

### Ontwikkeling van het inwoneraantal
| Jaar                              | 2001 | 2002 | 2003 | 2004 | 2005 | 2007 | 2008 | 2017 | 2021 |
| --------------------------------- | ---- | ---- | ---- | ---- | ---- | ---- | ---- | ---- | ---- |
| Inwoneraantal                     | 741  | 752  | 795  | 810  | 854  | 969  | 1015 | 1202 | 1288 |
| Opmerking: tellingen op 1 januari |      |      |      |      |      |      |      |      |      |

### Nationaliteit van de inwoners
De gegevens in onderstaande tabel zijn gebaseerd op de volkstelling van 1 januari 2017 en geven de gegevens voor de volledige gemeente Reisdorf weer.
| Rang | Nationaliteit | Aantal | Percentage |
| ---- | ------------- | ------ | ---------- |
| 1    | Luxemburg     | 652    | 54,2%      |
| 2    | Portugal      | 318    | 26,5%      |
| 3    | Duitsland     | 35     | 2,9%       |
| 4    | Nederland     | 30     | 2,5%       |
| 5    | Frankrijk     | 27     | 2,2%       |
| 6    | België        | 25     | 2,1%       |
|      | andere        | 115    | 9,6%       |

## Geboren
- Jean Lutz (1888-1961), architect